# Pierre-Étienne Flandin
Pierre-Étienne Flandin (Párizs, 1889. április 12. – Saint-Jean-Cap-Ferrat, 1958. június 13.) francia jogász, politikus, a Harmadik Francia Köztársaság 78. miniszterelnöke, és a Vichy-kormány miniszterelnök helyettese.

## Pályafutása
Politikus családban született. Apja, Étienne Flandin, jogász, Algír főügyésze, Tunézia kormányzója, Yonne megye, majd Francia India szenátora.
Az ifjú Flandin is jogot tanult, és Alexandre Millerand hadügyminiszter kabinetjében kezdte politikai pályafutását. Érdekelte a repüléstan, 1912-ben pilóta vizsgát tett. 1914 tavaszán Yonne megye nemzetgyűlési képviselőjévé választották. Az első világháború kezdetén az MF 33 repülőrajhoz osztották be, és részt vett az yseri csatában október 17. és 31. között. A repülés és légi közlekedés szakértője lett a hadügyminisztériumban. Paul Painlevé 1917-ben meghívta a szövetséges légierőket koordináló bizottságba.
1929. november 3. és 1930. december 4. között André Tardieu első és második kormányában ipari és kereskedelmi miniszter. 1931. január 27. és 1932 január 2. között pénzügyminiszter Pierre Laval első és második kormányában.
1935. április 6. és 1936. január 22. között államminiszter Laval negyedik kormányában. A külügyminisztérium élén állt 1936-ban Albert Sarraut második kormányában, de a népfront győzelme után elhagyta a kormányt.
Albert Lebrun köztársasági elnök miniszterelnökké nevezte ki 1934. november 8-án. Kormánya külpolitikáját az Olaszországhoz és a Szovjetunióhoz való közeledés jellemezte. 1935. június 1-jén feloszlott a kormány. 1938-ban helyeselte a müncheni egyezmény aláírását, emiatt Paul Reynaud szakított az Alliance démocratique párt Flandin-vezette ideológiai vonalával.
A német invázió után nem követte Bordeaux-ba a kormányt, hanem Domecy-sur-Cure-be ment, ahol polgármester volt hosszú évek óta. Június 16-án a Wehrmacht elérte a települést és elfoglalta házát. Flandin Vichy-be ment és 1940. július 10-én ő is megszavazta Pétain teljhatalmát. Az első Vichy-kormány élén Pierre Laval állt 1940. július 16. óta, de Pétain december 13-án leváltotta a túlságosan németbarát kormányfőt, és Flandint nevezte ki miniszterelnök helyettessé. A németek nem álltak szóba Flandinnel, nem tetszett nekik Laval menesztése. Flandin elhagyta a kormányt és Vichyt 1941. február 9-én. 1942 novemberében Algériában jelen volt a Torch hadműveletnél, többször találkozott Winston Churchill fiával, Randolph Churchill-lel, aki diplomáciai küldetésben Jugoszláviában járt, és találkozott Titóval.
1943-ban Flandint letartóztatták, Francia Nyugat-Afrika és Algéria kormányzóival együtt, mert az ellenséges hatalmak képviselőivel tartották a kapcsolatot. 26 hónapi fogság után a nemzettel szembeni méltatlan magatartás bűncselekményével vádolta a legfelsőbb bíróság. Három napon át vitatták Flandin háború előtti és alatti politikai működését, és végül felmentették a méltatlan magatartás vádja alól. Az 1946 októberében hozott törvény értelmében azonban távol kellett maradnia a politikai élettől. Csak 1948 februárjában jelent meg nyilvánosan az Alliance démocratique párt kongresszusa alkalmából.

## Írásai
- Politique française, 1919-1940, 1947
- Ou s'unir ou mourir, 1937
- Discours. Le Ministère Flandin. Novembre 1934 – mai 1935

## Kapcsolódó szócikk
- Franciaország miniszterelnökeinek listája